# Elaine de Kooning
Elaine Marie de Kooning (nacida Elaine Marie Fried; Brooklyn, 12 de marzo de 1918-Southampton, 1 de febrero de 1989) fue una pintora del expresionismo abstracto estadounidense y vibrante figura de la Escuela de Nueva York.
En su juventud, su sensibilidad artística fue impulsada por su madre, quien la llevaba a museos y la enseñó a dibujar lo que veía. En 1938 conoció a un inmigrante neerlandés, Willem de Kooning. Estudió con él y se casaron el 9 de diciembre de 1943. La reputación artística de Elaine fue hasta cierto punto eclipsada por la de su marido, pero logró de todas formas hacerse un nombre como artista y crítica en ARTnews. 
Su estilo se caracteriza por una línea hábil emparejada con una compresión realista y un abandono cargado de emoción. Sus temas van desde el bodegón al retrato, con pinturas puramente abstractas ejecutadas en los años cincuenta. Fue profesora en la Universidad de Yale y en la Carnegie Mellon. Pintó el retrato de John F. Kennedy del natural, para la Biblioteca Truman. Kennedy fue asesinado durante la creación de esta obra, lo que la impactó hasta el punto de que dejó de pintar durante casi un año.
Elaine era fumadora, lo que llevó a que muriese por cáncer de pulmón a los 70 años de edad.